# Elverson
Elverson es un borough ubicado en el condado de Chester en el estado estadounidense de Pensilvania. En el año 2000 tenía una población de 958 habitantes y una densidad poblacional de 371 personas por km².

## Geografía
Elverson se encuentra ubicado en las coordenadas 40°9′12″N 75°49′51″O / 40.15333, -75.83083.

## Demografía
Según la Oficina del Censo en 2000 los ingresos medios por hogar en la localidad eran de $57 813 y los ingresos medios por familia eran $62 273. Los hombres tenían unos ingresos medios de $40 000 frente a los $31 953 para las mujeres. La renta per cápita para la localidad era de $27 162. Alrededor del 1,8% de la población estaba por debajo del umbral de pobreza.